# Марбург
Ма́рбург (до 1977 — Ма́рбург-ан-дер-Лан) (нем. Marburg) — университетский город в Германии, центр района Марбург-Биденкопф в земле Гессен с населением примерно 73 тысяч человек. Город расположен на реке Лан. Сегодня он является центром области Средний Гессен. Марбургский университет, основанный в 1527 году, является первым протестантским университетом Германии.

## История
Впервые упоминается в 1138—1139, как город — в 1222. Приобрёл значение, став резиденцией вдовствующей ландграфини Елизаветы Тюрингской, открывшей в Марбурге в 1228 году госпиталь. После её канонизации (1235) центр паломничества.
Название города произошло от старонемецкого «mar(c)» (граница), так как он находился на границе между тюрингенским графством и майнцским епископством.

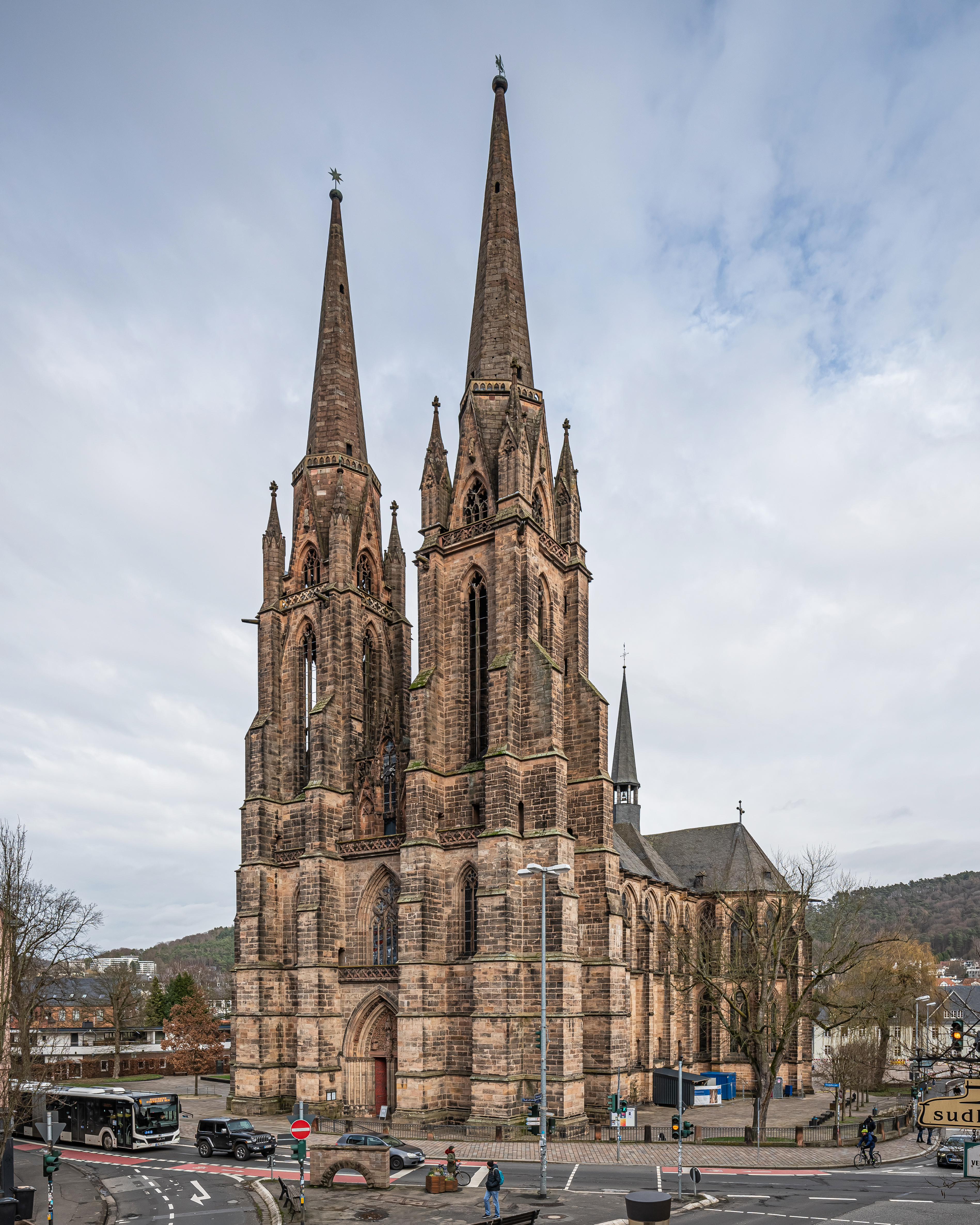
Церковь Св. Елизаветы

Именно в Марбурге состоялся знаменитый «Марбургский разговор о религии» — диспут между Мартином Лютером и Ульрихом Цвингли о значении причастия.
В тридцатых годах XVIII в. в Марбургском университете преподавал немецкий учёный-энциклопедист, философ, юрист и математик Христиан фон Вольф. В 1736—1739 гг. его студентами были выдающийся русский учёный М. В. Ломоносов и создатель российского фарфора Д. И. Виноградов. Обоим россиянам установлены мемориальные доски на домах, в которых они жили в Марбурге. В октябре 2012 года на территории студенческого городка был установлен бронзовый памятник М. В. Ломоносову, приуроченный к 300-летию великого учёного.
После Второй мировой войны в церкви Святой Елизаветы был перезахоронен рейхспрезидент Германии Гинденбург с супругой.
В 1967 году работники лаборатории, расположенной в Марбурге, были госпитализированы с симптомами неизвестной болезни. У больных наблюдалась лихорадка, диарея, рвота, массивные внутренние кровотечения, шок и коллапс системы кровообращения. Инфицированными оказались 31 человек, из которых семь умерли. Источником инфекции были африканские зелёные мартышки, которых привезли из Уганды для проведения экспериментов с вакцинами против полиомиелита. Обнаруженный вирус был назван «Марбург» и стал первым выявленным вирусом из семейства филовирусов (Filoviridae). Другими членами этого семейства являются пять видов вирусов Эбола.

## Герб
На гербе Марбурга изображён гессенский ландграф на лошади, с флагом и щитом, на красном фоне. На щите изображён красно-белый полосатый гессенский лев, которого также можно увидеть на гербе Гессена, а флаг представляет собой стилизованную М, голубую на золотом (или жёлтом) фоне.
Герб также является источником цветов городского флага. Флаг имеет три горизонтальные полосы (сверху вниз): красную (от фона), белую (от лошади) и голубую (от щита).

## Галерея

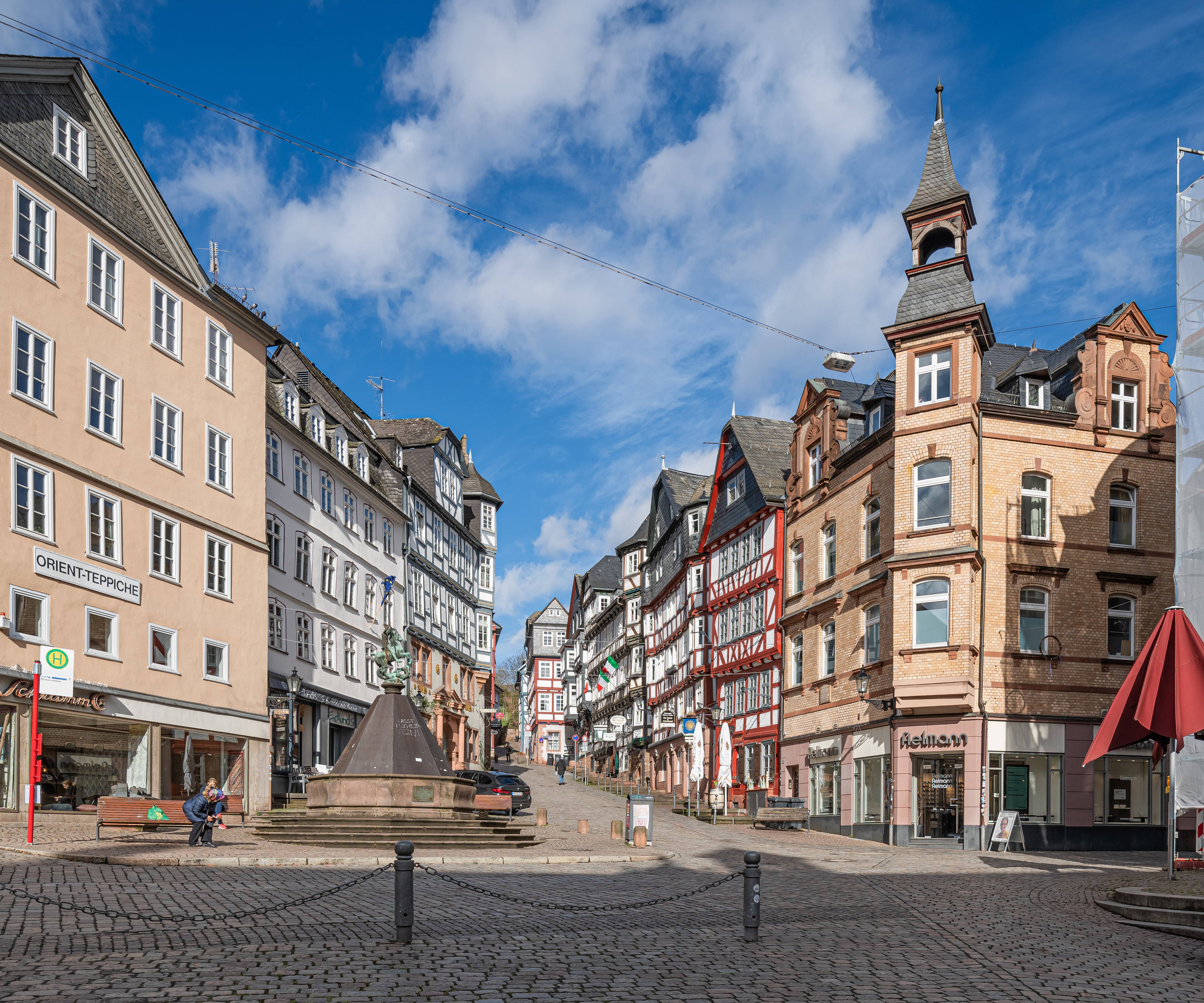
Рыночная площадь
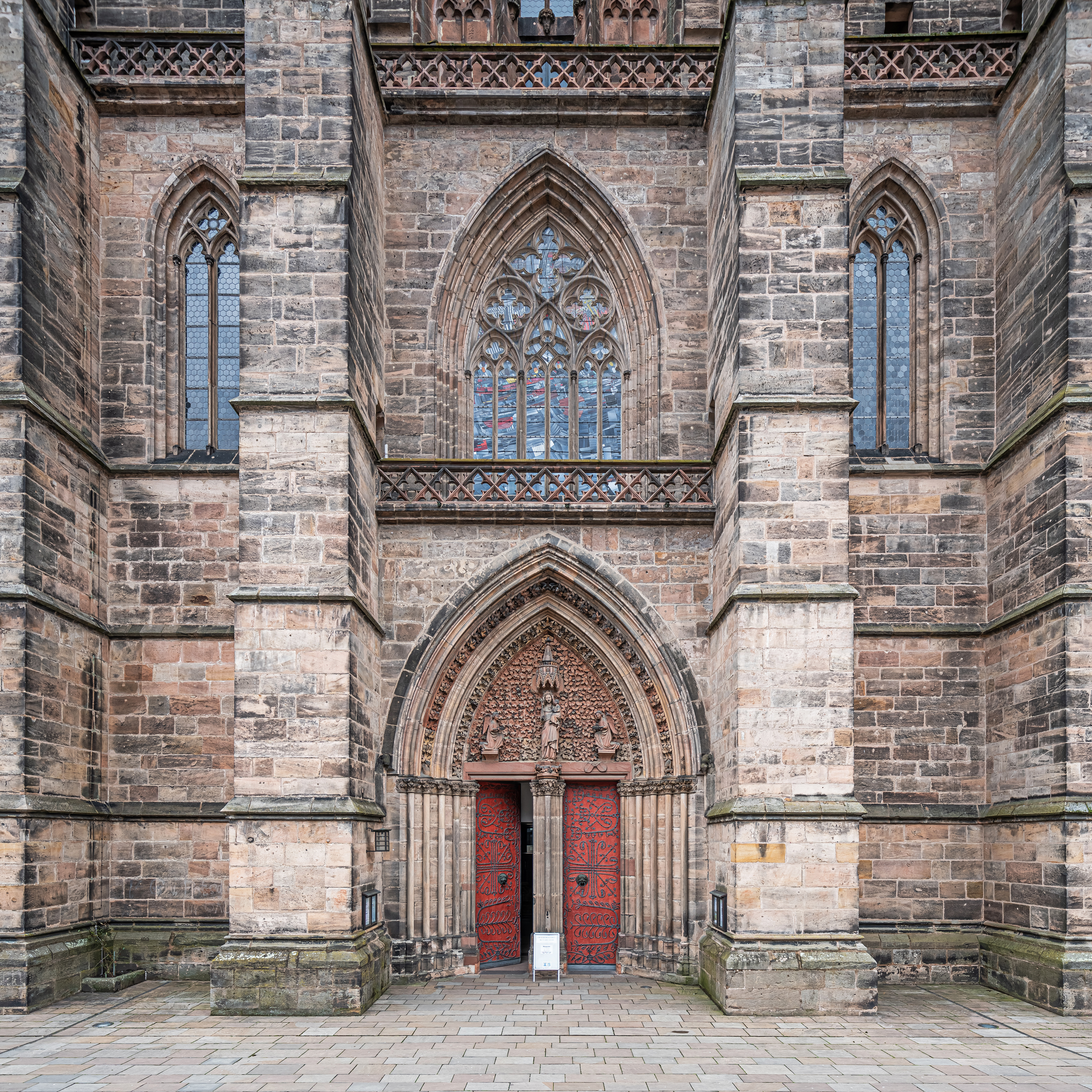
Вход в церковь святой Елизаветы
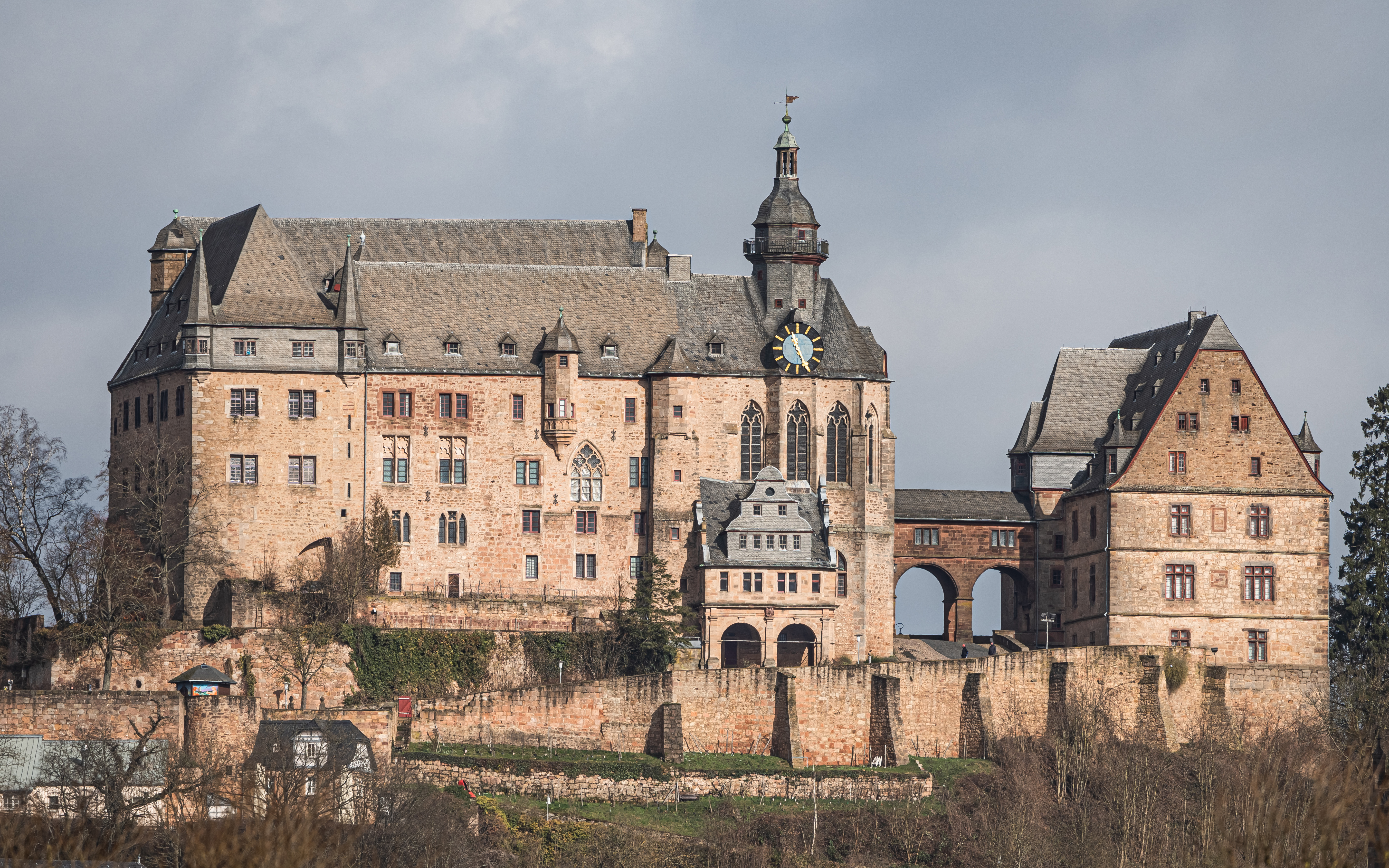
Марбургский замок
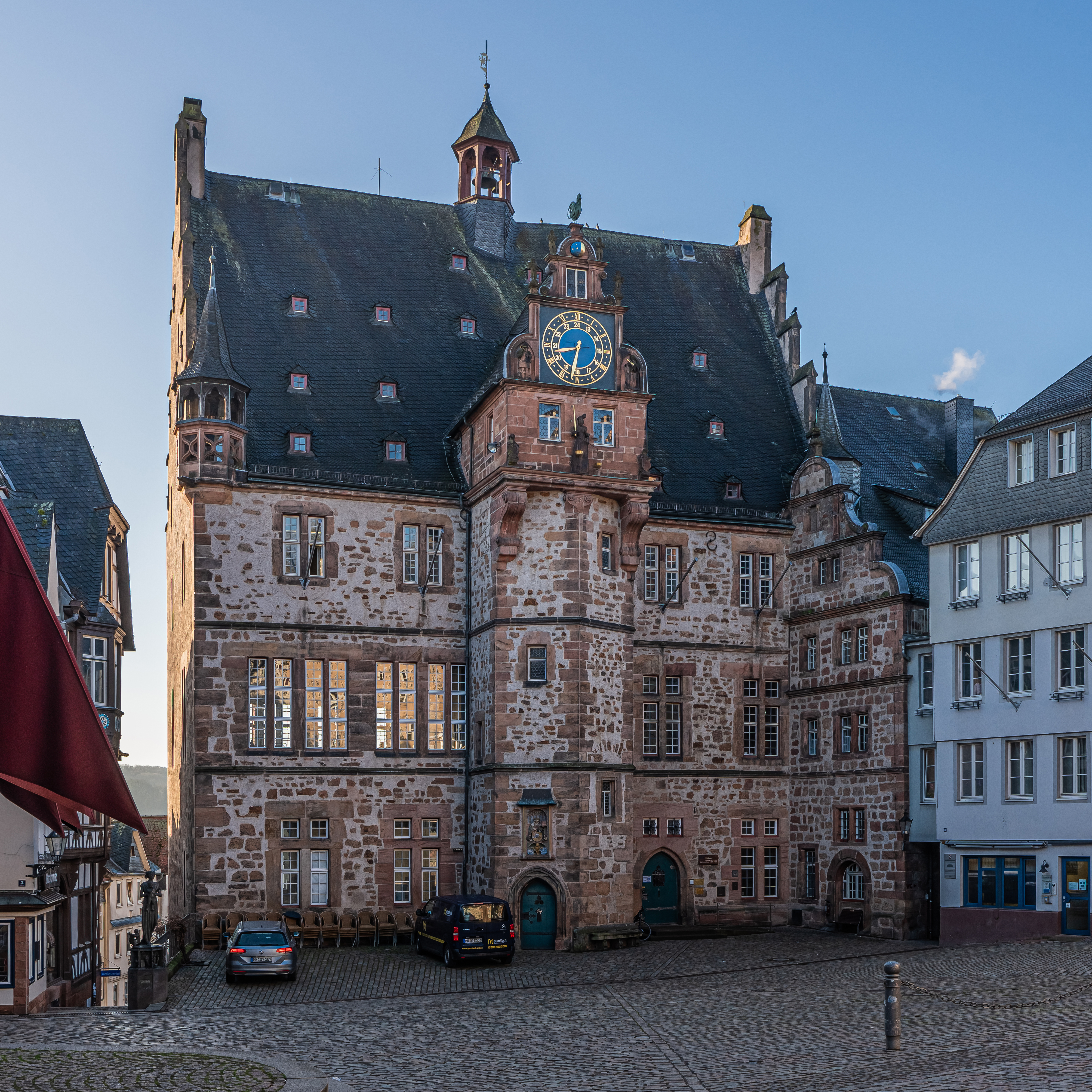
Старая ратуша

## Спорт
В городе базируется одноимённый футбольный клуб.

## Города-побратимы
- Пуатье, Франция с 1961
- Марибор, Словения с 1969
- Сфакс, Тунис с 1971
- Айзенах, Германия с 1988
- Нортгемптон, Великобритания с 1992
- Сибиу, Румыния с 2005